# Soul Searchin'
Soul Searchin'  es el tercer álbum de estudio del músico estadounidense Glenn Frey, publicado por la compañía discográfica MCA Records en agosto de 1988. El álbum incluyó ocho canciones nuevas coescritas entre Frey y Jack Tempchin, así como una escrita entre Frey y Hawk Wolisnki. También contó con la colaboración de Timothy B. Schmit, Max Carl, Robbie Buchanan, Michael Landau y Bruce Gaitsch.
Tras su publicación, Soul Searchin'  recibió reseñas mixtas de la prensa musical y no obtuvo el éxito comercial de su predecesor al llegar solo al puesto 36 de la lista estadounidense Billboard 200, marcando el inicio de un declive comercial en la carrera solista de Frey. Sin embargo, el primer sencillo, «True Love», obtuvo un mayor éxito al llegar al puesto dos de la lista Hot Adult Contemporary Tracks, mientras que el segundo, «Soul Searchin'», llegó al puesto cinco.

## Lista de canciones
Todas las canciones compuestas por Glenn Frey y Jack Tempchin excepto donde se anota.

| N.º   | Título                                             | Duración |  |
| 1.    | «Livin' Right»                                     | 5:07     |  |
| 2.    | «Some Kind of Blue»                                | 4:40     |  |
| 3.    | «True Love»                                        | 4:40     |  |
| 4.    | «Can't Put Out This Fire»                          | 5:04     |  |
| 5.    | «I Did It for Your Love»                           | 4:00     |  |
| 6.    | «Let's Pretend We're Still in Love»                | 4:51     |  |
| 7.    | «Working Man»                                      | 3:25     |  |
| 8.    | «Soul Searchin'» (Frey, Tempchin, Duncan Cameron)  | 5:38     |  |
| 9.    | «Two Hearts» (David Wolinski, James Newton-Howard) | 4:01     |  |
| 10.   | «It's Your Life» (Frey, Steve Thoma)               | 4:58     |  |
| 11.   | «It's Cold In Here» (Frey, Cameron)                | 3:48     |  |
| 46:24 |                                                    |          |  |

## Posición en listas
| País           | Lista                 | Posición |
| -------------- | --------------------- | -------- |
| Canadá         | Canadian Albums Chart | 37       |
| Estados Unidos | Billboard 200         | 36       |
| Suecia         | Swedish Albums Chart  | 36       |